# Décès en avril 2022
Décès
- 2018
- 2019
- 2020
- 2021
- 2022
- 2023
- 2024
- 2025
- 2026

Pour une information complémentaire, voir la page d'aide.

| Date      | Nom                     | Activités                                                                                          | Âge | Source < |
| --------- | ----------------------- | -------------------------------------------------------------------------------------------------- | --- | -------- |
| 1er avril | Andreï Babitski         | Correspondant de guerre et journaliste russe.                                                      | 57  | (ru)     |
| 1er avril | Aleksandra Iakovleva    | Actrice et femme d'affaires soviétique puis russe.                                                 | 64  | (ru)     |
| 1er avril | Petre Ivănescu          | Entraîneur de handball roumain.                                                                    | 85  | (de)     |
| 1er avril | Gerhard Woeginger       | Mathématicien et informaticien autrichien.                                                         | 57  | (de)     |
| 2 avril   | Vance Amory             | Homme politique christophien.                                                                      | 72  | (en)     |
| 2 avril   | Emmanuel Fournier       | Philosophe, enseignant, poète, dessinateur et médecin français.                                    | 63  |          |
| 2 avril   | Robin Gray              | Homme politique néo-zélandais.                                                                     | 90  | (en)     |
| 2 avril   | Estelle Harris          | Actrice américaine.                                                                                | 93  | (en)     |
| 2 avril   | Javier Imbroda          | Entraîneur de basket-ball espagnol.                                                                | 61  | (es)     |
| 2 avril   | Mantas Kvedaravičius    | Réalisateur et documentariste lituanien.                                                           | 45  |          |
| 2 avril   | Silvio Longobucco       | Footballeur italien.                                                                               | 70  | (it)     |
| 2 avril   | Gerald Schreck          | Skippeur américain, champion aux Jeux olympiques d'été de 1968.                                    | 83  | (en)     |
| 2 avril   | Leonel Sánchez          | Footballeur chilien.                                                                               | 85  | (es)     |
| 3 avril   | Jacques Allaire         | Colonel et membre de la Résistance français.                                                       | 98  |          |
| 3 avril   | Yamina Bachir-Chouikh   | Monteuse, scénariste et réalisatrice algérienne.                                                   | 68  |          |
| 3 avril   | Lygia Fagundes Telles   | Romancière et nouvelliste brésilienne.                                                             | 98  | (pt)     |
| 3 avril   | Desmond Seward          | Historien britannique.                                                                             | 86  | (en)     |
| 3 avril   | Gene Shue               | Joueur puis entraîneur américain de basket-ball.                                                   | 90  | (en)     |
| 3 avril   | Gerda Weissmann Klein   | Survivante de la Shoah polonaise.                                                                  | 97  | (en)     |
| 3 avril   | Andrzej Wiśniewski      | Entraîneur de football polonais.                                                                   | 66  | (pl)     |
| 3 avril   | Einar Østby             | Fondeur norvégien, médaillé d'argent aux Jeux olympiques d'hiver de 1960.                          | 86  | (no)     |
| 4 avril   | Donald Baechler         | Artiste, sculpteur et peintre américain.                                                           | 65  | (en)     |
| 4 avril   | Diango Cissoko          | Homme d'État malien.                                                                               | 74  |          |
| 4 avril   | Friedrich-Wilhelm Kiel  | Homme politique allemand                                                                           | 87  | (de)     |
| 4 avril   | Kathy Lamkin            | Actrice américaine.                                                                                | 74  | (en)     |
| 4 avril   | John McNally            | Boxeur irlandais, médaillé d'argent aux Jeux olympiques d'été de 1952                              | 89  | (en)     |
| 4 avril   | Petar Skansi            | Basketteur yougoslave puis entraîneur croate, médaillé d'argent aux Jeux olympiques d'été de 1968. | 78  |          |
| 4 avril   | Jerry Uelsmann          | Photographe américain.                                                                             | 87  | (en)     |
| 5 avril   | Sidney Altman           | Biochimiste américain.                                                                             | 82  | (en)     |
| 5 avril   | Boris Brott             | Chef d'orchestre canadien.                                                                         | 78  | (en)     |
| 5 avril   | Joaquim Carvalho        | Footballeur portugais.                                                                             | 84  | (pt)     |
| 5 avril   | David Kilgour           | Homme politique canadien.                                                                          | 81  | (en)     |
| 5 avril   | Stanisław Kowalski      | Athlète polonais.                                                                                  | 111 | (pl)     |
| 5 avril   | Michel Lessard          | Historien de l'art et scénariste canadien.                                                         | 79  |          |
| 5 avril   | Josef Panáček           | Tireur sportif tchécoslovaque, champion aux Jeux olympiques d'été de 1976.                         | 84  | (cs)     |
| 5 avril   | Nehemiah Persoff        | Acteur américain.                                                                                  | 102 | (en)     |
| 5 avril   | Bobby Rydell            | Chanteur américain.                                                                                | 79  | (en)     |
| 5 avril   | Bjarni Tryggvason       | Spationaute canadien.                                                                              | 76  | (en)     |
| 5 avril   | Jimmy Wang Yu           | Acteur et réalisateur taïwanais.                                                                   | 79  | (zh)     |
| 6 avril   | Rae Allen               | Actrice américaine.                                                                                | 95  | (en)     |
| 6 avril   | Reinhilde Decleir       | Actrice et réalisatrice de télévision et de théâtre belge.                                         | 73  | (nl)     |
| 6 avril   | Ana Derșidan-Ene-Pascu  | Escrimeuse roumaine, double médaillée de bronze olympique (1968, 1972).                            | 77  | (ro)     |
| 6 avril   | Karol Divín             | Patineur artistique tchécoslovaque, médaillé d'argent aux Jeux olympiques d'hiver de 1960.         | 86  | (cs)     |
| 6 avril   | Christian Doumairon     | Prêtre catholique français.                                                                        | 88  |          |
| 6 avril   | Vladimir Jirinovski     | Homme politique russe.                                                                             | 75  |          |
| 6 avril   | David McKee             | Écrivain et illustrateur britannique.                                                              | 87  | (en)     |
| 6 avril   | Régis Rey               | Sauteur à ski français.                                                                            | 93  |          |
| 6 avril   | Annie Servais-Thysen    | Femme politique belge.                                                                             | 88  |          |
| 6 avril   | Tom Smith               | Joueur puis entraîneur de rugby à XV écossais.                                                     | 50  |          |
| 6 avril   | John van de Rest        | Réalisateur, producteur et scénariste néerlandais.                                                 | 81  | (nl)     |
| 7 avril   | Francine Best           | Pédagogue française.                                                                               | 90  |          |
| 7 avril   | Ludwik Dorn             | Sociologue, journaliste et homme politique polonais.                                               | 67  | (pl)     |
| 7 avril   | Miguel Ángel Estrella   | Pianiste argentin.                                                                                 | 81  |          |
| 7 avril   | Fujiko Fujio A          | Mangaka japonais.                                                                                  | 88  | (en)     |
| 7 avril   | Micheline Lachance      | Journaliste et romancière canadienne.                                                              | 78  |          |
| 7 avril   | Nicole Maestracci       | Magistrate française.                                                                              | 71  |          |
| 7 avril   | Dušan Čkrebić           | Homme politique serbe.                                                                             | 94  | (sr)     |
| 8 avril   | Massimo Cristaldi       | Producteur de cinéma italien.                                                                      | 66  | (it)     |
| 8 avril   | Henri Depireux          | Joueur et entraîneur de football belge.                                                            | 78  |          |
| 8 avril   | Stelio Fenzo            | Dessinateur et scénariste de bande dessinée italien.                                               | 89  | (it)     |
| 8 avril   | Mimi Reinhardt          | Personnalité autrichienne.                                                                         | 107 |          |
| 8 avril   | Benoît Tremsal          | Artiste plasticien franco-allemand.                                                                | 70  | (de)     |
| 9 avril   | Chris Bailey            | Chanteur australo-irlandais.                                                                       | 65  | (en)     |
| 9 avril   | Jean Battut             | Instituteur et syndicaliste français.                                                              | 89  |          |
| 9 avril   | Riccardo Dalisi         | Architecte, designer et artiste italien.                                                           | 90  | (it)     |
| 9 avril   | Michel Delebarre        | Haut fonctionnaire et homme politique français.                                                    | 75  |          |
| 9 avril   | Chiara Frugoni          | Historienne italienne.                                                                             | 82  |          |
| 9 avril   | Dwayne Haskins          | Joueur américain de football américain.                                                            | 24  |          |
| 9 avril   | Jack Higgins            | Romancier britannique.                                                                             | 92  |          |
| 9 avril   | Ann Hutchinson Guest    | Danseuse américaine.                                                                               | 103 | (de)     |
| 10 avril  | Philippe Boesmans       | Compositeur belge.                                                                                 | 85  |          |
| 10 avril  | Gary Brown              | Joueur américain de football américain.                                                            | 52  |          |
| 10 avril  | John Drew               | Joueur américain de basket-ball.                                                                   | 67  | (en)     |
| 10 avril  | Francis Geng            | Homme politique français.                                                                          | 90  |          |
| 10 avril  | Hazem Nuseibeh          | Homme politique et diplomate jordanien.                                                            | 99  | (en)     |
| 10 avril  | Estela Rodríguez        | Judokate cubaine, double médaillée d'argent olympique (1992, 1996).                                | 54  | (es)     |
| 10 avril  | Desai Williams          | Athlète canadien, médaillé de bronze aux Jeux olympiques d'été de 1984.                            | 62  | (en)     |
| 11 avril  | Calvi                   | Dessinateur de presse, illustrateur et caricaturiste français.                                     | 83  |          |
| 11 avril  | Wayne Cooper            | Joueur et entraîneur de basket-ball américain.                                                     | 65  |          |
| 11 avril  | Hans Junkermann         | Coureur cycliste allemand.                                                                         | 87  | (de)     |
| 11 avril  | Charnett Moffett        | Musicien de jazz américain.                                                                        | 54  | (en)     |
| 11 avril  | René Mornex             | Médecin et universitaire français.                                                                 | 94  |          |
| 11 avril  | Yves Teicher            | Violoniste belge.                                                                                  | 60  |          |
| 11 avril  | Claude Véga             | Humoriste et comédien français.                                                                    | 91  |          |
| 12 avril  | Paul-André Comeau       | Journaliste et professeur d'université canadien.                                                   | 82  |          |
| 12 avril  | Gilbert Gottfried       | Acteur américain.                                                                                  | 67  | (en)     |
| 12 avril  | Sergueï Iachine         | Joueur russe de hockey sur glace, champion aux Jeux olympiques d'hiver de 1988.                    | 60  | (en)     |
| 12 avril  | Zvonimir Janko          | Mathématicien croate.                                                                              | 89  | (hr)     |
| 12 avril  | Giórgos Katifóris       | Homme politique grec.                                                                              | 86  | (el)     |
| 12 avril  | Pierre Klees            | Ingénieur belge.                                                                                   | 88  |          |
| 12 avril  | Georges Zvunka          | Joueur puis entraîneur de football français.                                                       | 85  |          |
| 13 avril  | Letizia Battaglia       | Photographe et photojournaliste italienne.                                                         | 87  | (it)     |
| 13 avril  | Michel Bouquet          | Acteur français.                                                                                   | 96  |          |
| 13 avril  | Bernard Conein          | Sociologue français.                                                                               | 76  |          |
| 13 avril  | Wolfgang Fahrian        | Joueur de football international allemand.                                                         | 80  | (de)     |
| 13 avril  | Alex Gilady             | Journaliste israélien.                                                                             | 79  | (en)     |
| 13 avril  | Maurice Lévy            | Physicien français.                                                                                | 99  |          |
| 13 avril  | Tom McCarthy            | Joueur puis entraîneur canadien de hockey sur glace.                                               | 61  | (en)     |
| 13 avril  | Freddy Rincón           | Footballeur colombien.                                                                             | 55  |          |
| 14 avril  | Ilkka Kanerva           | Homme politique finlandais.                                                                        | 74  | (fi)     |
| 15 avril  | René Andréo             | Footballeur français.                                                                              | 77  |          |
| 15 avril  | Michael Bossy           | Joueur canadien de hockey sur glace.                                                               | 65  |          |
| 15 avril  | Bilquis Edhi            | Infirmière pakistanaise, veuve d'Abdul Sattar Edhi.                                                | 74  | (en)     |
| 15 avril  | Jean-Paul Fitoussi      | Économiste français.                                                                               | 79  | (it)     |
| 15 avril  | Bernhard Germeshausen   | Bobeur est-allemand puis allemand, triple champion olympique (1976), (1980).                       | 70  | (en)     |
| 15 avril  | Nabil Massad            | Acteur franco-égyptien.                                                                            | 73  |          |
| 15 avril  | Michael O'Kennedy       | Homme politique irlandais.                                                                         | 86  | (en)     |
| 15 avril  | Henry Plumb             | Homme politique britannique.                                                                       | 97  | (en)     |
| 15 avril  | Liz Sheridan            | Actrice américaine.                                                                                | 93  | (en)     |
| 16 avril  | Joachim Streich         | Footballeur allemand (RDA), médaillé de bronze aux Jeux olympiques d'été de 1972.                  | 71  |          |
| 17 avril  | Mireya Baltra           | Sociologue, journaliste et femme politique chilienne.                                              | 90  | (es)     |
| 17 avril  | Piergiorgio Bellocchio  | Écrivain et critique littéraire italien.                                                           | 90  | (it)     |
| 17 avril  | Ursula Bellugi          | Biologiste américaine.                                                                             | 91  | (en)     |
| 17 avril  | Jacques-André Bertrand  | Écrivain français.                                                                                 | 75  |          |
| 17 avril  | Radu Lupu               | Pianiste roumain.                                                                                  | 76  |          |
| 17 avril  | Paolo Noël              | Chanteur de charme canadien.                                                                       | 93  |          |
| 17 avril  | Catherine Spaak         | Actrice et chanteuse franco-italo-belge née en France.                                             | 77  | (en)     |
| 18 avril  | Lidiya Alfeyeva         | Athlète soviétique, médaillée de bronze aux Jeux olympiques d'été de 1976.                         | 76  | (ru)     |
| 18 avril  | Nicholas Angelich       | Pianiste américain.                                                                                | 51  |          |
| 18 avril  | Harrison Birtwistle     | Compositeur britannique.                                                                           | 87  |          |
| 18 avril  | Pierre Daccache         | Homme politique libanais                                                                           | 93  |          |
| 18 avril  | Henry Delisle           | Homme politique français.                                                                          | 83  |          |
| 18 avril  | Valerio Evangelisti     | Écrivain italien.                                                                                  | 69  | (it)     |
| 18 avril  | Michel Goma             | Styliste et costumier français.                                                                    | 90  |          |
| 18 avril  | Jean Meyer              | Historien français.                                                                                | 97  |          |
| 18 avril  | Jean Nagle              | Historien français.                                                                                | 92  |          |
| 18 avril  | Hermann Nitsch          | Artiste, peintre et compositeur autrichien.                                                        | 83  |          |
| 19 avril  | Brad Ashford            | Homme politique américain.                                                                         | 72  | (en)     |
| 19 avril  | Elke Blumenthal         | Égyptologue allemande.                                                                             | 84  | (de)     |
| 19 avril  | Dietrich Hasse          | Alpiniste allemand.                                                                                | 89  | (de)     |
| 19 avril  | Robert Lechêne          | Journaliste français.                                                                              | 94  |          |
| 19 avril  | Carlos Lucas            | Boxeur chilien, médaillé de bronze aux Jeux olympiques d'été de 1956.                              | 91  | (es)     |
| 19 avril  | John McKay              | Mathématicien anglo-canadien.                                                                      | 82  | (en)     |
| 19 avril  | Mariano Ortiz           | Joueur de basket-ball portoricain.                                                                 | 77  | (es)     |
| 19 avril  | Sandra Pisani           | Joueuse de hockey sur gazon australienne, championne aux Jeux olympiques d'été de 1988.            | 63  | (en)     |
| 19 avril  | Yves Rémy               | Romancier et nouvelliste français.                                                                 | 85  |          |
| 19 avril  | Kane Tanaka             | Supercentenaire japonaise.                                                                         | 119 |          |
| 19 avril  | Jeanne Tomasini         | Écrivaine française.                                                                               | 101 |          |
| 19 avril  | Freeman Williams        | Joueur de basket-ball américain                                                                    | 65  | (en)     |
| 20 avril  | Franco Adami            | Sculpteur italien.                                                                                 | 89  | (it)     |
| 20 avril  | Hilda Bernard           | Actrice argentine.                                                                                 | 101 | (es)     |
| 20 avril  | Patrick Fauconnier      | Journaliste français.                                                                              | 78  |          |
| 20 avril  | Guitar Shorty           | Musicien et guitariste américain.                                                                  | 87  | (en)     |
| 20 avril  | Carlo Lamprecht         | Homme politique suisse.                                                                            | 86  |          |
| 20 avril  | Javier Lozano Barragan  | Cardinal mexicain.                                                                                 | 89  |          |
| 20 avril  | Gavin Millar            | Réalisateur britannique.                                                                           | 84  | (en)     |
| 20 avril  | Robert Morse            | Acteur américain.                                                                                  | 90  | (en)     |
| 20 avril  | Erwina Ryś-Ferens       | Patineuse de vitesse polonaise.                                                                    | 67  | (pl)     |
| 21 avril  | Moslem Bahadori         | Scientifique iranien.                                                                              | 95  | (fa)     |
| 21 avril  | François Bonnemain      | Journaliste français.                                                                              | 79  |          |
| 21 avril  | Cynthia Plaster Caster  | Groupie et artiste américaine.                                                                     | 74  | (en)     |
| 21 avril  | Robert Manthoulis       | Réalisateur grec.                                                                                  | 92  | (en)     |
| 21 avril  | Iván Markó              | Danseur et chorégraphe hongrois.                                                                   | 75  | (en)     |
| 21 avril  | Jacques Perrin          | Acteur, réalisateur et producteur français.                                                        | 80  |          |
| 21 avril  | André Richard           | Acteur canadien.                                                                                   | 84  |          |
| 22 avril  | Mwai Kibaki             | Homme d'État kenyan.                                                                               | 90  | (en)     |
| 22 avril  | Guy Lafleur             | Joueur canadien de hockey sur glace.                                                               | 70  |          |
| 22 avril  | Michelle Suárez Bértora | Femme politique, militante LGBT et avocate uruguayenne.                                            | 38  | (es)     |
| 22 avril  | Pedrie Wannenburg       | Joueur sud-africain de rugby.                                                                      | 41  | (en)     |
| 22 avril  | Viktor Zvyahintsev      | Footballeur soviétique, médaillé de bronze aux Jeux olympiques d'été de 1976.                      | 71  | (en)     |
| 23 avril  | Arno                    | Chanteur et acteur belge.                                                                          | 72  |          |
| 23 avril  | Daniel Bardet           | Scénariste de bande dessinée français.                                                             | 79  |          |
| 23 avril  | Justin Green            | Auteur de comics underground américain.                                                            | 76  | (en)     |
| 23 avril  | Orrin Hatch             | Homme politique américain.                                                                         | 88  | (en)     |
| 23 avril  | Dawie de Villiers       | Joueur de rugby à XV et ancien ministre sud-africain.                                              | 81  | (en)     |
| 24 avril  | Édouard Moradpour       | Écrivain français.                                                                                 | 74  |          |
| 24 avril  | Jacques Poustis         | Artiste et chanteur français.                                                                      | 73  |          |
| 24 avril  | Willi Resetarits        | Chanteur et comédien autrichien.                                                                   | 73  | (de)     |
| 25 avril  | Ursula Lehr             | Femme politique et universitaire allemande.                                                        | 91  | (de)     |
| 25 avril  | France Slana            | Artiste slovène.                                                                                   | 95  | (sl)     |
| 26 avril  | Julie Daraîche          | Chanteuse canadienne de musique country.                                                           | 83  |          |
| 26 avril  | Louis De Santis         | Acteur canadien.                                                                                   | 95  |          |
| 26 avril  | Daniel Dolan            | Prélat sédévacantiste américain.                                                                   | 70  |          |
| 26 avril  | Alain Lacoste           | Peintre, dessinateur et sculpteur français.                                                        | 86  |          |
| 26 avril  | İsmail Ogan             | Lutteur turc, champion et médaillé d'argent olympique (1960, 1964).                                | 89  | (en)     |
| 26 avril  | Klaus Schulze           | Musicien et compositeur allemand de musique électronique.                                          | 74  |          |
| 27 avril  | Carlos Amigo Vallejo    | Cardinal espagnol.                                                                                 | 87  |          |
| 27 avril  | Jean-Claude Balard      | Acteur français.                                                                                   | 87  |          |
| 27 avril  | David Birney            | Acteur américain.                                                                                  | 83  | (en)     |
| 27 avril  | Nikolaï Leonov          | Homme politique soviétique.                                                                        | 93  | (ru)     |
| 27 avril  | Pierre Pinatel          | Dessinateur de presse français.                                                                    | 92  |          |
| 27 avril  | Bernard Pons            | Homme politique français.                                                                          | 95  |          |
| 27 avril  | Victor Serrano          | Joueur de rugby à XIII français.                                                                   | 78  |          |
| 27 avril  | Kenneth Tsang           | Acteur hongkongais.                                                                                | 87  |          |
| 28 avril  | Neal Adams              | Auteur de bande dessinée américain.                                                                | 80  | (en)     |
| 28 avril  | Richard Alonso          | Joueur de rugby à XIII français.                                                                   | 73  |          |
| 28 avril  | Juan Diego              | Acteur espagnol.                                                                                   | 79  | (es)     |
| 28 avril  | Jean-Claude Fruteau     | Professeur de lettres et homme politique français.                                                 | 74  |          |
| 28 avril  | Vira Hyrytch            | Journaliste ukrainienne.                                                                           | …   |          |
| 28 avril  | Yvon Pradel             | Dramaturge et poète français.                                                                      | 96  |          |
| 28 avril  | Zoran Sretenović        | Joueur et entraîneur de basket-ball serbe.                                                         | 57  | (en)     |
| 29 avril  | Joanna Barnes           | Actrice et romancière américaine.                                                                  | 87  | (en)     |
| 29 avril  | Georgia Benkart         | Mathématicienne américaine.                                                                        | 74  | (en)     |
| 29 avril  | Volker Diehl            | Coureur cycliste allemand.                                                                         | 58  |          |
| 29 avril  | David Evans             | Chimiste américain.                                                                                | 81  | (en)     |
| 29 avril  | Robert Goolrick         | Poète, romancier et écrivain américain.                                                            | 73  |          |
| 29 avril  | Michael G. Hagerty      | Acteur américain.                                                                                  | 67  |          |
| 29 avril  | Andreï Simonov          | Major général russe.                                                                               | 55  | (en)     |
| 30 avril  | Ricardo Alarcón         | Homme politique cubain.                                                                            | 84  | (en)     |
| 30 avril  | Ray Fenwick             | Guitariste et musicien de studio britannique.                                                      | 75  | (en)     |
| 30 avril  | Ron Galella             | Photographe américain.                                                                             | 91  | (en)     |
| 30 avril  | Marthe Gautier          | Médecin, chercheuse et pédiatre française.                                                         | 96  |          |
| 30 avril  | Naomi Judd              | Chanteuse américaine de musique country.                                                           | 76  | (en)     |
| 30 avril  | Mino Raiola             | Agent de joueurs de football italien.                                                              | 54  |          |